# Berliner FC Germania 1888
BFC Germania 1888 is een Duitse voetbalclub uit Tempelhof, een stadsdeel van de hoofdstad Berlijn. De club werd in 1888 opgericht en is daarmee de oudste nog bestaande club van Duitsland.

## Geschiedenis

### Oprichting
In de winter van 1881/82 demonstreerden Britten het voetbalspel in Hamburg en Berlijn. Op 15 april 1888 werd dan BFC Germania opgericht. Het voetbal was nog niet heel bekend of geliefd in het Duitse Keizerrijk en de club had geen eigen stadion en speelde dan op het Tempelhofer Feld, dat later de Luchthaven Berlin-Tempelhof zou worden.

### Eerste kampioenschap
Kort na de oprichting sloot de club zich bij de eerste voetbalbond van Duitsland aan, de Bund Deutscher Fußballspieler (BDF) en won in 1890 het eerste kampioenschap van die bond dat in een bekervorm werd gespeeld. Hierdoor werd BFC de eerste kampioen van Duitsland, maar omdat het de enige bond op dat moment was en enkel teams uit Berlijn deelnamen wordt dit niet als een officieel kampioenschap gezien. VfB Leipzig had in 1902/03 de eer om de eerste Duitse titel in ontvangst te nemen.

### 1892 tot 1897: Omwisseling bond en concurrentie met Viktoria 89
Reeds bij de oprichting van de BDF was er ruzie over de vraag of er ook buitenlandse spelers toegelaten waren om te spelen, voornamelijk Britten. Het was vooral Germania dat hier tegen bezwaren had. Door deze regel sloten verschillende clubs zich niet aan bij de BDF. Kort daarna werd door de voorstanders van buitenlanders de concurrerende bond Deutscher Fußball- und Cricket Bund (DFuCB) opgericht.
De BDF kwam in de problemen en werd in februari/maart van 1892 opgeheven. Sommige leden sloten zich nu bij de DFuCB aan, anderen werden opgeheven of sloten zich tijdelijk bij geen bond aan. BFC Germania bood zich aan bij de DFuCB maar werd aanvankelijk niet aanvaard wegens de halsstarrigheid bij de oprichting van de BDF. In 1891/92 werd het eerste kampioenschap van de DFuCB georganiseerd dat gewonnen werd door de The English Football Club 1890. BFC bleef ook een topclub in de nieuwe bond en werd vier keer vicekampioen. De grootste concurrent uit deze tijd was BTuFC Viktoria 1889 dat vijf jaar op rij kampioen werd.
In 1897 eindigde de succestijd van de club abrupt. Vele clubs verlieten de DFuCB om te spelen in de nieuwe bond, Verband Deutscher Ballspielvereine (VDB). Dit werd voor BFC Germania niet mogelijk omdat vele clubleden ook lid waren van BTuFC Britannia 1892. Dit dubbellidmaatschap werd door de VDB niet geaccepteerd en zo werden de Germanen voor twee jaar van voetbal uitgesloten.

### 1897 tot 1918: degradatie naar tweede klasse
In 1899 werd de club dan eindelijk toegelaten tot de VDB maar het niveau van de club was inmiddels flink gedaald en Germania kon niet meer met de top mee. In 1900 was de club medeoprichter van de DFB. In 1904 volgde degradatie naar de tweede klasse. Hoewel de club meteen kon terugkeren degradeerde Germania opnieuw in 1909. In 1911/12 en 1917/18 keer de club telkens één seizoen terug naar de hoogste klasse van Berlijn en werd twee keer voorlaatste.

### Ontwikkeling tot vandaag
Na 1918 kon Germania niet meer aan de hoogdagen van rond de eeuwwisseling aanknopen. De club verzeilde hierna in de lagere klassen van Berlijn. Nog één keer kon de club terug wat hoger spelen. In 1953/54 speelde de club in de Amateurliga Berlin, in die tijd de tweede hoogste klasse, na de Berliner Stadtliga. Na één seizoen degradeerde de club echter weer als rode lantaarn.
In de recente geschiedenis kon de club tussen 2001 en 2003 twee keer promoveren van de Bezirksliga (zevende klasse) naar de Verbandsliga (vijfde klasse). In 2006 degradeerde de club dan weer naar de Landesliga en ook in 2007 degradeerde de club en belandde opnieuw in de Bezirksliga.

## Oudste club van Duitsland
Sommige namen van bekende Duitse clubs laten vermoeden dat ze opgericht werden voor 1888, bv. TSV 1860 München, VfL Bochum 1848 en SSV Ulm 1846. In werkelijkheid werden in die jaartallen sportvereniging die pas later uitpakten met een voetbalafdeling, TSV in 1899, Bochum in 1906 en Ulm 1894.
Maar BFC Germania is ook niet de oudste club van het land; in 1885 werd Berliner Fußball-Club Frankfurt opgericht en in 1887 SC Germania 1887 Hamburg maar deze clubs bestaan tegenwoordig niet meer. BFC Frankfurt werd in de beginjaren van de 20ste eeuw opgeheven en SC Germania fusioneerde op 2 juni 1919 samen met andere clubs om zo het huidige Hamburger SV te vormen. Hierdoor geeft HSV ook vaak 1887 als oprichtingsdatum op, maar BFC Germania krijgt toch de titel van oudste nog bestaande club te zijn.